# 道劳博什海吉
道劳博什海吉，是匈牙利沃什州所辖的一个村，总面积4.59平方公里，总人口88，人口密度19.2人/平方公里（2010年1月1日）。